# همیتکوی
همیتکوی (به لاتین: Hamitköy) یک روستا در قبرس است که در ناحیه نیکوزیا واقع شده‌است.

## خصوصیات
همیتکوی ۵٬۳۳۸ نفر جمعیت دارد.